# چالخ تپه ۲
چالخ تپه ۲ مربوط به سده‌های اولیه و میانه دوران‌های تاریخی پس از اسلام است و در شهرستان مراغه، بخش سراجو، دهستان قوری چای غربی، ۳۰۰ متری روستای مولو واقع شده و این اثر در تاریخ ۱۸ اسفند ۱۳۸۷ با شمارهٔ ثبت ۲۵۲۱۰ به‌عنوان یکی از آثار ملی ایران به ثبت رسیده است.